# Majtényi Zoltán
Majtényi Zoltán, született Lichtmannegger Árpád Zoltán (Újpest, 1933. április 10. – 2024. szeptember 22.) József Attila-díjas (2008) magyar író, műfordító, irodalomtörténész, szerkesztő.

## Életpályája
Szülei Lichtmannegger Tibor és Faith Anzelma voltak. 1951–1956 között az Eötvös Loránd Tudományegyetem Bölcsészettudományi Kar (ELTE BTK) magyar-olasz szakos hallgatója volt. 1956–57-ben az Ifjúsági Könyvkiadó szerkesztője volt. 1957-től a Móra Ferenc Könyvkiadó szerkesztője. 1978–1989 között a Népszabadság ifjúsági rovatának irodalmi anyagát szerkesztette és részben írta is.
Olasz, spanyol, francia, angol műveket fordít.

## Művei
- Királyi földönfutó (történelmi regény, 1963)
- Utolsó ítélet. Michelangelo életregénye (1971)
- Istennő szépséges fia! Aineiász életregénye (1987)
- A furfangos Thyl (ifjúsági regény, 1990)
- Menekülés a Kolostorba (Eötvös József: A Karthauzi című regényének átdolgozása, 1990)
- Berényi Ferenc. Élete és munkássága, a festő vallomásai, nyilatkozatai és az egykorú műbírálatok tanúsága szerint. 1927. november 9. – 2004. augusztus 2.; összeáll. Majtényi Zoltán; Berényi Ferencné, Bp., 2007
- Istennő szépséges fia! Aineiász története; Holnap, Bp., 2010

## Műfordításai
- Giovanni Verga: Don Gesualdo mester (regény, 1957)
- G. Pirelli: Pietro és Piribolha (ifjúsági regény, 1960)
- C. Gatti: Verdi (Lengyel Péterrel, 1967)
- N. Dobo: Százezer berber orvosa voltam (útleírás, 1968)
- D. Ott: Az ördöngős Caprioli (fantasztikus ifjúsági regény, 1970)
- D. Ott: Caprioli újabb kalandjai (fantasztikus ifjúsági regény, 1971)
- N. Dobo: Orvos a fegyverek között (visszaemlékezések, 1975)
- E. Klein: A halottak útja (regény, 1977)
- A. Fraser: Mária, a skótok királynője (Bart Istvánnal, 1979)
- Mario del Monaco: Életem és sikereim (1984)
- Emilio Salgari: A Fekete Kalóz (1984)
- G. Fava: Szicíliai maffia (1985)
- Miguel Ángel Asturias: Forgószél (Tomcsányi Zsuzsannával, regény, 1985)
- Karl May: A szerencsét hozó almásderes (Sallay Gergellyel, elbeszélés, 1988)
- James Fenimore Cooper: Az utolsó mohikán (regény, 1993)
- S. W. Scott: Oroszlánszívű Richárd (regény, 1993)
- Robert Louis Stevenson: A kincses sziget (regény, 1993)
- V. Beggio: 366..., sőt több kérdés és felelet (1993)
- P. Kemp: A Strauss család. Nagy zeneszerzők képes életrajza (1994)
- B. Balzano: Én és a természet (1994)
- H. Räber: Kutyafajták enciklopédiája. Eredet, történet, tenyésztés, alkalmasság és felhasználás (Baktay Miklóssal, 1995)
- B. Balzano: Az első miértek? (1997)
- Jules Verne: A Szahara tengere (regény, 1997)
- Jules Verne: A különös végrendelet (regény, 1997)
- Jules Verne: A rejtelmes sziget (regény, 2010)